# 胆嚢炎
胆嚢炎（たんのうえん、英語:  Cholecystitis）は、胆石症や細菌感染などが原因で起こる胆嚢の炎症である。急性胆嚢炎、慢性胆嚢炎、無石胆嚢炎、気腫性胆嚢炎と様々な胆嚢炎がある。

## 症状
急性胆嚢炎の初期症状は、右上腹部の痛みや吸気時の腹痛(Murphy徴候)、右肩甲骨付近や右側腹部の痛みが続くことや、吐き気や嘔吐、発熱などである。高齢者は熱を出さないこともある。持続した炎症が続くと、右腹腔内での癒着が出現することがある。自然治癒することもあるが、症状が続く場合は合併症を引き起こした可能性が高い。白血球上昇、胆嚢壊疽、胆嚢穿孔、黄疸、膵炎、イレウスなどの合併症がある。無石胆嚢炎は大腸菌による細菌感染や動脈閉塞、腫瘍などが原因で起こる。症状は腹部の痛みや胆嚢穿孔、胆嚢破裂、壊疽がある。

## 原因
急性胆嚢炎は約9割が胆石による。胆石が胆嚢管や胆管を閉塞することによって炎症を起こす。ほかは膵酵素の逆流などがある。
無石胆嚢炎の場合は細菌感染が主な原因であるが、長年の静脈栄養によって発症することもある。
喫煙との関連性も指摘されている。

## 診断
科学的根拠に基づいた急性胆管炎、胆嚢炎の診療ガイドラインに基づくと急性胆嚢炎の診断は
A
右季肋部痛（心窩部痛）、圧痛、筋性防御、Murphy sign
B
発熱、白血球数またはCRPの上昇
C
急性胆嚢炎の特徴的画像検査所見
AのいずれかならびにBのいずれかを認めるものが疑診であり、疑診に加えCを確認した場合は確診となる。ただし急性肝炎やほかの急性腹症、慢性胆嚢炎は除外できるものとする。急性胆嚢炎の特徴的画像検査所見は以下のようにまとめられている。
超音波検査
sonographic Marphy sign(超音波プローブによる胆嚢圧迫による疼痛)、胆嚢壁肥厚（＞4mm）、胆嚢腫大（長軸径＞8cm、短軸径＞4cm）、頓挫した胆嚢結石、デブリエコー、胆嚢周囲液体貯溜、胆嚢壁sonolucent layer、不整な多層構造を呈する低エコー帯、ドプラシグナル
CT
胆嚢壁肥厚、胆嚢周囲液体貯溜、胆嚢腫大、胆嚢周囲脂肪識内の線状高吸収域
MRI
胆嚢結石、pericholecystic high signal、胆嚢腫大、胆嚢壁肥厚
などが知られている。診断した場合は重症度判定基準にあてはめる。
重症急性胆嚢炎
黄疸、重篤な局所合併症（胆汁性腹膜炎、胆嚢周囲膿瘍、肝膿瘍）、胆嚢捻転症、気腫性胆嚢炎、壊疽性胆嚢炎、化膿性胆嚢炎のうちいずれかを認めるものは重症急性胆嚢炎である。黄疸例や全身状態が不良な症例では一時的な胆嚢ドレナージを考慮する。また重篤な局所合併症や胆嚢捻転症、気腫性胆嚢炎、壊疽性胆嚢炎、化膿性胆嚢炎が認められる場合は全身状態の管理を十分におこないつつ緊急胆嚢摘出術を行う。緊急手術、胆道ドレナージおよび重症患者の管理ができない施設では対応可能な施設に速やかに搬送するべきである。
中等症急性胆嚢炎
高度の炎症反応（白血球＞14000/mm3またはCRP＞10mg/dl）、胆嚢周囲液体貯溜、胆嚢壁の高度炎症性変化（胆嚢壁不整像、高度の胆嚢壁肥厚）のいずれかが認められた場合は中等症急性胆嚢炎である。中等症では初期治療とともに迅速に胆嚢摘出術（腹腔鏡下胆嚢摘出術が望ましい）や胆嚢ドレナージの適応を検討する。初期治療を行い、治療に反応しない場合、手術および胆道ドレナージができない施設では対応可能な施設に速やかに搬送するべきである。
軽症急性胆嚢炎
中等症、重症の基準を満たさない急性胆嚢炎を軽症急性胆嚢炎とする。軽症でも初期治療に反応しない例では胆嚢摘出術（腹腔鏡下胆嚢摘出術が望ましい）や胆嚢ドレナージの適応を検討する。

## 鑑別疾患
急性胆嚢炎と鑑別を要する疾患としては、右上腹部の炎症性疾患である胃十二指腸潰瘍、結腸憩室炎、急性膵炎などがあげられる。消化器疾患以外では心疾患やフィッツ・ヒュー・カーティス症候群、胆嚢癌の合併などが考えられる。

## 検査、治療

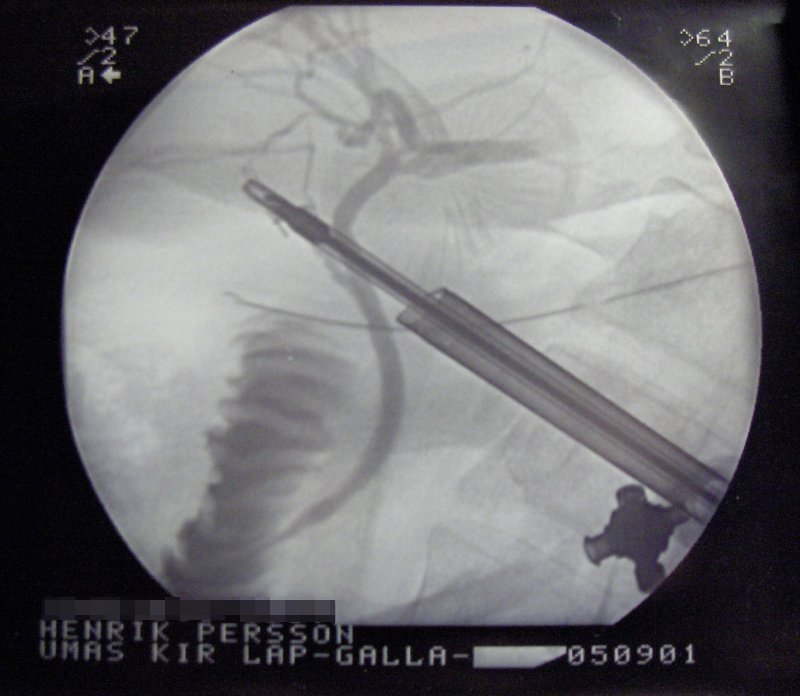
X線撮影した腹腔鏡下胆嚢摘出術の様子

胆嚢炎を起こした場合は血液検査、画像診断が行われる。白血球数、CRPの上昇によって炎症であることがわかる。超音波検査、CTでは胆石の発見、胆嚢壁の肥厚によって炎症を起こしていることが診断される。
急性胆嚢炎では原則として胆嚢摘出術（腹腔鏡下胆嚢摘出術が望ましい）を前提とした初期治療による全身状態の改善を行う。48時間以内に手術を行ったほうが待機手術よりも良好であることが報告されている。初期治療では絶飲食のうえ、電解質と水分を体に点滴し、抗生物質を投与する。黄疸例や全身状態が不良な例では一時的な胆嚢ドレナージも考慮される。急性期に胆嚢摘出術を行わなかった症例でも胆嚢結石合併例では再発防止のため炎症消退後に胆嚢摘出術を行うことが望ましい。急性胆嚢炎と診断された後に急性増悪した場合は胆嚢捻転症、気腫性胆嚢炎、急性胆管炎の合併、壊疽性胆嚢炎、胆嚢穿孔などが考えられる。用いられる抗菌薬は同じ胆道感染症である胆管炎とほぼ同様であり、代表的なempric therapyを示すが2005年度ガイドラインでも十分に言及されていない。
| 物質名                     | 投与方法            |
| -------------------------- | ------------------- |
| セフメタゾール             | 2gを6 - 8時間ごと   |
| アンピシリン／スルバクタム | 3gを6時間ごと       |
| ピペラシリン／タゾバクタム | 4.5gを6 - 8時間ごと |

またESBL産出菌やAmpC過剰産出菌のカバーが必要な場合は
| 物質名                   | 投与方法          |
| ------------------------ | ----------------- |
| メロペネム               | 1gを8時間ごと     |
| イミペネム／シラスタチン | 1gを6 - 8時間ごと |

現在は、腹部に5mmから10mmの小さな穴を3箇所から4箇所開けて、腹腔鏡で患者の体内を確認しながら行う腹腔鏡下胆嚢摘出術が主流である。開腹手術と比較して日常生活への復帰が早く、患者への負担も少ないのが利点である。胆嚢炎の進行具合やその他の病状によっては、腹腔鏡での手術が行えない状況もある。事前の検査で腹腔鏡下胆嚢摘出術を施せると診断されても手術を開始して初めて判明する病状があるため、5%の確率で手術中に開腹手術へ変更する可能性がある。

## 引用・注釈
1. ↑  Banz, Vanessa; Gsponer, Thomas; Candinas, Daniel; Güller, Ulrich (2011). “Population-based analysis of 4113 patients with acute cholecystitis: defining the optimal time-point for laparoscopic cholecystectomy”. Annals of surgery (LWW) 254 (6):  964-970. doi:10.1097/SLA.0b013e318228d31c.